# Gerald Scarfe

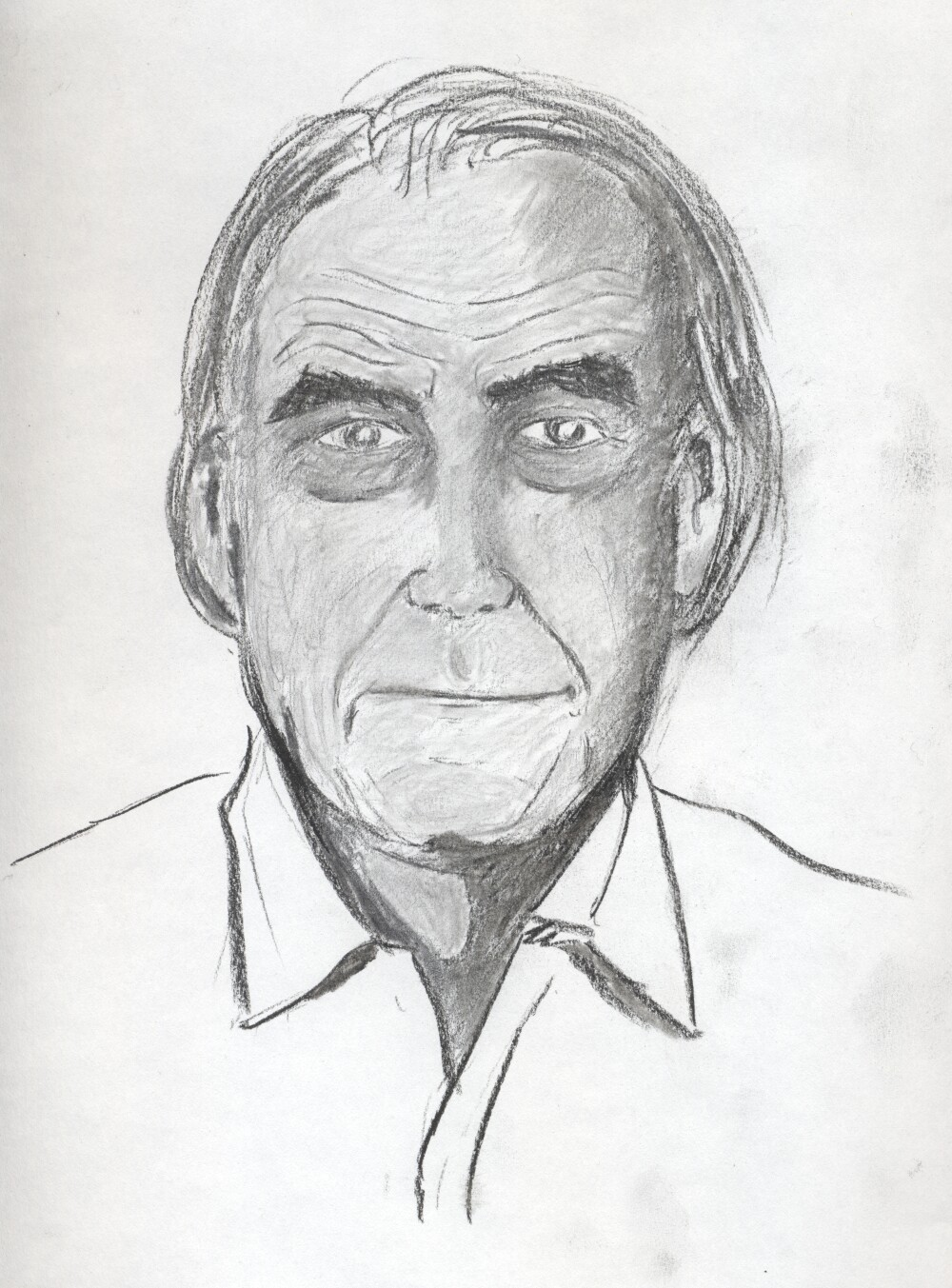

Gerald Anthony Scarfe, född 1 juni 1936 i St John's Wood, London, är en brittisk illustratör. Han är mest känd för sitt jobb med Pink Floyd i filmen Pink Floyd The Wall från 1982. Han jobbade även på bland annat tidningarna The New Yorker och The Sunday Times.
Han är gift med den brittiska skådespelaren Jane Asher och tillsammans har de tre barn.

### Videor
- Goodbye Blue Sky, Youtube
- The Trial, Youtube
- What Shall We Do Now, Youtube